# Іскир (община Іскир)
І́скир (болг. Искър) — місто в Плевенській області Болгарії. Адміністративний центр общини Іскир.

## Населення
За даними перепису населення 2011 року у місті проживали 3206 осіб.
Національний склад населення міста:
| Національність   | Кількість осіб | Відсоток |
| ---------------- | -------------- | -------- |
| болгари          | 3039           | 97,8%    |
| цигани           | 28             | 0,9%     |
| турки            | 5              | 0,2%     |
| інша             | 17             | 0,5%     |
| не визначились   | 17             | 0,5%     |
| Всього відповіли | 3106           |          |

Розподіл населення за віком у 2011 році:
Динаміка населення: